# Angeltheow
Angeltheow (también Angengeat), fue un rey de los anglos hacia principios del siglo IV. Era hijo de Offa de Angeln, y ambos aparecen mencionados en la crónica anglosajona y el poema Beowulf. Aparte de la genealogía, se sabe muy poco de su reinado, escasamente algunos fragmentos de escritos contemporáneos que lo vinculan al legendario rey Wermund.